# تپه دیرمان قاباقی
تپه دیرمان قاباقی مربوط به سده‌های اولیه دوران‌های تاریخی پس از اسلام است و در شهرستان گرمی، بخش مرکزی، دهستان اجارود مرکزی، روستای اجاق آلازار واقع شده و این اثر در تاریخ ۱۲ دی ۱۳۸۶ با شمارهٔ ثبت ۲۰۳۷۸ به‌عنوان یکی از آثار ملی ایران به ثبت رسیده است.